# Барнадезия
Барнадезия (лат. Barnadesia) — род цветковых растений семейства Астровые (Astreáceae).
Род назван в честь испанского ботаника Мигеля Барнадеса.

## Распространение
Представители рода произрастают в Южной Америке на территории многих стран от Колумбии до севера Аргентины. Большинство видов произрастает в Андах.

## Ботаническое описание
Кустарники и небольшие деревья, самые большие из которых достигают 4 метров в высоту.
Стебли колючие. Цветочные головки содержат от 8 до 13 опушенных соцветий красного, розового, фиолетового и белого цветов; одно или три дисковидных соцветия. Есть лучистое соцветие и плод дисковидного соцветия, имеющего «щетинковидный сосочек».

## Таксономия
Barnadesia Mutis ex L.f., Supplementum Plantarum 55. 1782.

### Синонимы
- Bacasia Ruiz & Pav., Prod. Fl. Per. 105. t. 22. 1794.
- Xenophontia Vell., Fl. Flumin. 346. 1829.
- Diacantha Less., Linnaea, 5: 243. 1830.
- Penthea Spach, Hist. Nat. Vég. 10: 9. 1841.
- Rhodactinea Gardner, London J. Bot. 6: 449. 1847.

### Виды
- Barnadesia aculeata (Benth.) I.C.Chung
- Barnadesia arborea Kunth
- Barnadesia blakeana Ferreyra
- Barnadesia caryophylla S.F.Blake
- Barnadesia ciliata (I.C.Chung) Harling
- Barnadesia corymbosa D.Don
- Barnadesia dombeyana Less.
- Barnadesia glomerata Kuntze
- Barnadesia horrida Muschl.
- Barnadesia hutchisoniana Ferreyra
- Barnadesia jelskii Hieron.
- Barnadesia kingii H.Rob.
- Barnadesia lehmannii Hieron.
- Barnadesia macbridei Ferreyra
- Barnadesia macrocephala Kuntze
- Barnadesia odorata Griseb.
- Barnadesia parviflora Spruce ex Benth. & Hook.f.
- Barnadesia polyacantha Wedd.
- Barnadesia pycnophylla Muschl.
- Barnadesia reticulata D.Don
- Barnadesia spinosa L.f. typus[1]
- Barnadesia woodii D.J.N.Hind
- Barnadesia wurdackii Ferreyra